# Abdulai Jalloh
Abdulai Jalloh (District Heights, 10 gennaio 1986) è un ex cestista statunitense naturalizzato sierraleonese.